# AZS Politechnika Opolska
Klub Uczelniany Akademickiego Związku Sportowego Politechniki Opolskiej – wielosekcyjny uczelniany klub sportowy działający przy Politechnice Opolskiej.

## Historia
Obecnie w klubie działa 27 sekcji sportowych. Zawodnicy sekcji sportowych z dużym powodzeniem startują w Akademickich Mistrzostwach Polski, Mistrzostwach Polski Politechnik oraz Akademickich Mistrzostwach Województwa Opolskiego.

## Zespoły ligowe
AZS Politechnika Opolska (AZS Politechnika Opolska Cementownia Odra SA) – męska drużyna siatkarska uczestnicząca w rozgrywkach II ligi.